# The Greatest Hits (album de Texas)
Pour les articles homonymes, voir Greatest Hits.
Albums de Texas
The Hush
(1999) Careful What You Wish For
(2003)
Singles
1. In Demand
Sortie : 2 octobre 2000
2. Inner Smile
Sortie : 8 janvier 2001
3. Guitar Song
Sortie : 2001
4. I Don't Want a Lover (2001 mix)
Sortie : 2001

The Greatest Hits est une compilation du groupe Texas sortie en 2000.
Trois chansons inédites figurent sur l'album. Deux chansons bonus apparaissent sur la version anglaise de l'album mais pas sur l'édition internationale. Dans les régions où le groupe n'a pas eu de succès important, l'album a été simplement renommé Song Book. L'album a été certifié 6 fois "disque de platine" au Royaume-Uni.

## Liste des pistes

### Édition internationale
1. I Don't Want a Lover
2. In Demand
3. Say What You Want
4. Summer Son
5. Inner Smile
6. So In Love With You
7. Black Eyed Boy
8. So Called Friend
9. Everyday Now
10. In Our Lifetime
11. Halo
12. Guitar Song
13. Prayer for You
14. When We Are Together
15. Put Your Arms Around Me
16. Say What You Want (All Day Every Day) featuring Method Man and RZA
17. I Don't Want a Lover (2001 mix) Bonus sur la réédition française de 2001

### Édition anglaise
1. I Don't Want a Lover
2. In Demand
3. Say What You Want
4. Summer Son
5. Inner Smile
6. So In Love With You
7. Black Eyed Boy
8. So Called Friend
9. Everyday Now
10. In Our Lifetime
11. Halo
12. Guitar Song
13. Prayer for You
14. When We Are Together
15. Insane
16. Tired of Being Alone
17. Put Your Arms Around Me
18. Say What You Want (All Day Every Day) featuring Method Man and RZA

### Édition française
1. I Don't Want a Lover
2. In Demand
3. Say What You Want
4. Summer Son
5. Inner Smile
6. So In Love With You
7. Black Eyed Boy
8. So Called Friend
9. Everyday Now
10. In Our Lifetime
11. Halo
12. Guitar Song
13. Prayer for You
14. When We Are Together
15. Put Your Arms Around Me
16. Say What You Want (All Day Every Day) featuring Method Man and RZA

### Disque bonus Édition Limitée
1. Say What You Want (Rae & Christian mix)
2. Summer Son (Giorgio Moroder mix)
3. Black Eyed Boy (Trailermen Black Eyed Disco mix)
4. In Our Lifetime (Jules' Disco Trip mix)
5. In Demand (Sunship mix)
6. Put Your Arms Around Me (Weatherall's Electric for Bird mix)
7. I Don't Want a Lover (clip video)
8. Halo (clip video)
9. In Demand (clip video)

### Disque bonus Édition Deluxe
1. Say What You Want (Rae & Christian mix)
2. Summer Son (Giorgio Moroder mix)
3. Black Eyed Boy (Trailermen Black Eyed Disco mix)
4. In Our Lifetime (Jules' Disco Trip mix)
5. In Demand (Sunship mix)
6. Put Your Arms Around Me (Weatherall's Electric for Bird mix)
7. Inner Smile (Rae & Christian Basement mix)
8. So In Love With You (Youth mix)
9. I'll See It Through (Roger Sanchez mix)

## Classements hebdomadaires
| Classement (2000-2001)                      | Meilleure place |
| ------------------------------------------- | --------------- |
| Allemagne (Media Control AG)                | 11              |
| Autriche (Ö3 Austria Top 40)                | 7               |
| Belgique (Flandre Ultratop)                 | 2               |
| Belgique (Wallonie Ultratop)                | 2               |
| Danemark (Tracklisten)                      | 6               |
| Écosse (OCC)                                | 1               |
| Finlande (Suomen virallinen lista)          | 16              |
| France (SNEP) (classement des compilations) | 1               |
| Italie (FIMI)                               | 24              |
| Norvège (VG-lista)                          | 5               |
| Nouvelle-Zélande (RIANZ)                    | 40              |
| Pays-Bas (Mega Album Top 100)               | 16              |
| Royaume-Uni (UK Albums Chart)               | 1               |
| Suède (Sverigetopplistan)                   | 8               |
| Suisse (Schweizer Hitparade)                | 6               |

| Classement (2006)    | Meilleure place |
| -------------------- | --------------- |
| Espagne (Promusicae) | 48              |

## Certifications
| Pays              | Certification |
| ----------------- | ------------- |
| Allemagne (BVMI)  | Or            |
| Belgique (BEA)    | 2 × Platine   |
| France (SNEP)     | Platine       |
| Pays-Bas (NVPI)   | Or            |
| Royaume-Uni (BPI) | 6 × Platine   |
| Suisse (IFPI)     | 2 × Platine   |

## Musiciens
- Sharleen Spiteri : guitare, chant
- Ally McErlaine : Guitare principale
- (à compléter)